# Ambroise Ouédraogo

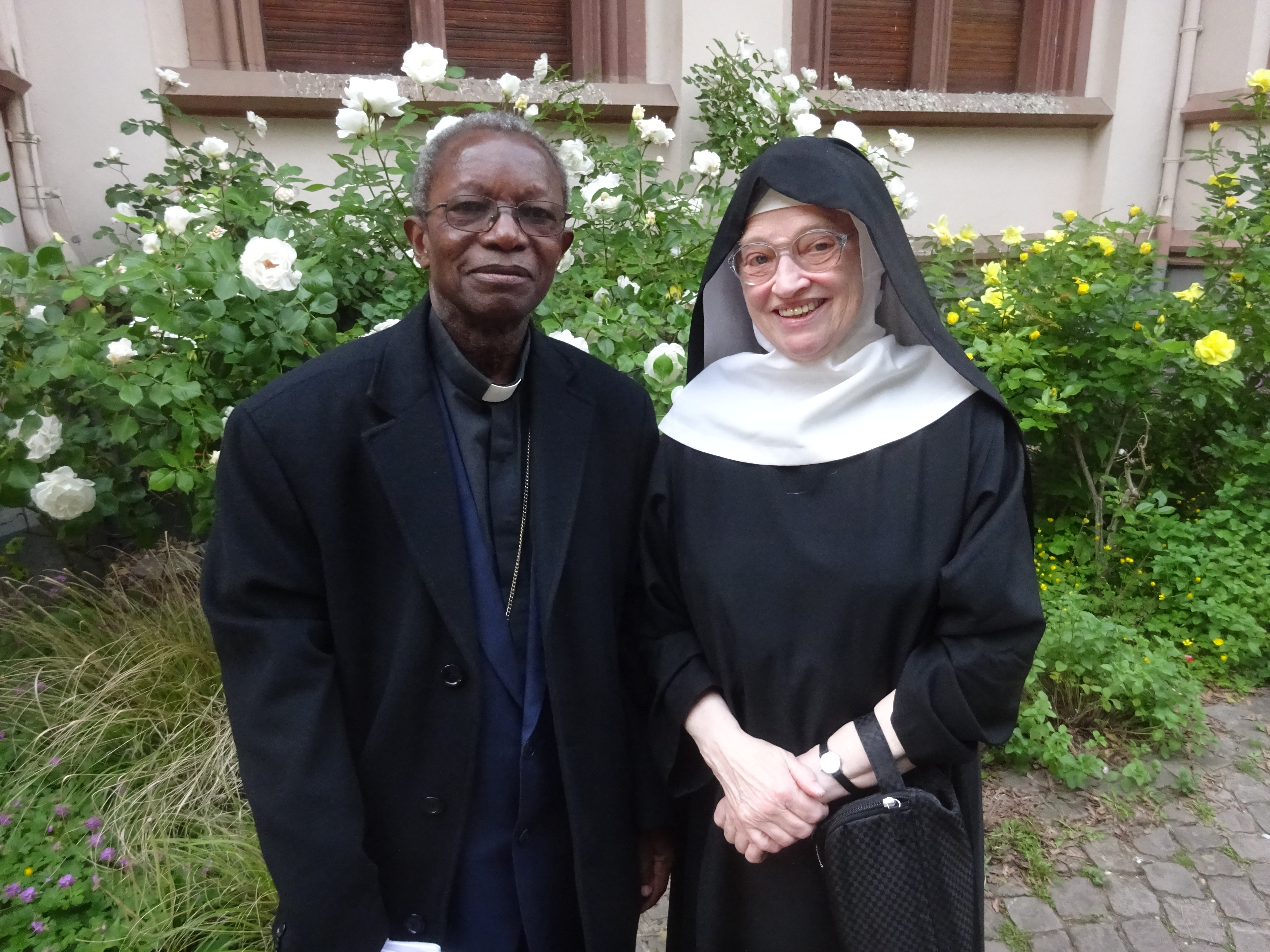
Bischof Ambroise Ouédraogo in Wiesbaden neben Schwester Emanuela vom Kloster Eibingen (2019)

Ambroise Ouédraogo (* 15. Dezember 1948 in Ouagadougou) ist ein nigrischer römisch-katholischer Geistlicher und emeritierter Bischof von Maradi.

## Leben
Ambroise Ouédraogo empfing am 29. Juni 1979 in seiner Geburtsstadt Ouagadougou in Burkina Faso die Priesterweihe. Dort wurde er im selben Jahr Pfarrvikar in der Gemeinde Sacré Cœur de Dapoya. 1982 übernahm er das Amt des römisch-katholischen Militärgeistlichen von Burkina Faso. Ouédraogo wurde im Dezember 1985 als Fidei-Donum-Priester nach Niamey in Niger entsandt. Er war ab 1986 verantwortlich für die Gemeinde Saint Paul de Harobanda in Niamey, danach ab 1987 Jugendpfarrer von Niamey und anschließend ab 1989 Pfarrer an der Kathedrale von Niamey. Diese Tätigkeit unterbrach er von 1992 bis 1993, als er sich am Institut Catholique de Paris aufhielt.
Ouédraogos Ernennung zum Weihbischof in Niamey und Titularbischof von Severiana erfolgte am 18. Mai 1999, die Bischofsweihe nahm Francis Kardinal Arinze am 26. September desselben Jahres vor. Mitkonsekratoren waren der Erzbischof von Ouagadougou, Jean-Marie Untaani Compaoré, und der Bischof von Niamey, Guy Armand Romano CSsR.
Zum ersten Bischof des mit gleichem Datum neu gegründeten Bistums Maradi wurde Ambroise Ouédraogo am 13. März 2001 ernannt. Sein Wahlspruch lautet: „Alles ist Gnade.“ In seiner Tätigkeit als Bischof setzt sich Ouédraogo besonders für den Dialog mit dem Islam ein.
Papst Franziskus nahm am 22. Februar 2025 seinen altersbedingten Rücktritt an.